# Karel Adámek (advokát)
Karel Adámek (23. října 1843 Ledeč nad Sázavou – 5. srpna 1914 Praha) byl rakouský a český právník a politik, v 2. polovině 19. století poslanec Říšské rady.

## Biografie
Po gymnáziu v Hradci Králové nastoupil na pražskou právnickou fakultu, na níž byl v roce 1872 promován na doktora práv. Od roku 1878 měl v Praze vlastní advokátní kancelář. Od studentských časů byl veřejně a pak i politicky aktivní. Byl členem staročeské strany. Patřil mezi smířlivé politiky. Odmítal staročeský bojkot Národního divadla v době, kdy jeho správu vedli mladočeši. Odebíral rovněž mladočeské Národní listy.
Angažoval se i ve vysoké politice. Působil jako poslanec Říšské rady (celostátního parlamentu Předlitavska), kam usedl volbách roku 1879 za kurii venkovských obcí v Čechách, obvod Příbram, Hořovice atd. Rezignaci oznámil na schůzi 30. listopadu 1880. Ve volebním období 1879–1885 se uvádí jako Dr. Karl Adámek, advokát, bytem Praha.
Po volbách v roce 1879 se na Říšské radě připojil k Českému klubu (jednotné parlamentní zastoupení, do kterého se sdružili staročeši, mladočeši, česká konzervativní šlechta a moravští národní poslanci). Po odchodu z parlamentu se věnoval opět advokacii.
Zemřel jako svobodný a bezdětný v srpnu 1914 v Borůvkově sanatoriu. Pohřeb se konal od kostela svatého Štěpána na Olšanské hřbitovy za účasti veřejnosti a hodnostářů.
Jeho bratrem byl obchodník a politik Gustav Adámek (1849–1905).